# マラフォン (ミサイル)
マラフォン（フランス語: Malafon）は、フランスが開発した対潜ミサイル。

## 設計
ミサイルは、胴体の下に魚雷を抱えた有翼の飛行機型となっている。誘導は砲射撃指揮装置を用いた指令誘導であり、追尾する際の目標として、両翼端に2つの発光信号が装着されていた。発射後、ミサイル後部両舷に装着された固体燃料ロケット・ブースターは2.8秒燃焼して、ミサイルを280メートル毎秒まで加速する。その後ブースターを切り離して、ミサイルは滑空に入る。着弾予定位置の800メートル手前で高度を落とし、魚雷の安全装置を外すと共に、パラシュートで減速する。
なお、搭載される魚雷は国産のL4、533mm径で重量525 kg、弾頭重量150 kg、速度30ノットで射程5,000メートルとされている。
ミサイル発射機は単装式で、重量10,500 kg。ミサイルは通常、主・尾翼を外し、ブースター・フィンを折り畳んで保管されている。発射機上の即応弾は30秒以内に発射可能で、次弾は60秒後に発射できる。その後の発射速度は90秒おきに低下する。なお通常、1隻あたり13発のミサイルを搭載していた。

## 配備
開発は1956年より着手され、最初の試射は1958年に、初期運用試験は1964年に行われた。1978年までに370発が就役していた。
また1986年から1987年にかけて近代化改修が行われ、システムはソリッドステート化された。しかしシステムの老朽化もあり、ウェストランド・リンクス哨戒ヘリコプターとMk.46短魚雷の組み合わせによって代替されて、1997年までに運用を終了した。後継として、イタリアと共同でミラスが開発されていたが、予算上の事情により、フランス海軍での装備化は見送られている。

### 搭載艦
- シュルクーフ級駆逐艦（T-53型; 対潜型のみが後日装備）
- ラ・ガリソニエール（T-56型）
- シュフラン級駆逐艦（FLE-60型）
- アコニト（C-65型）
- トゥールヴィル級駆逐艦（C-67A型; 1990年代に撤去）